# 원전중성미자실험
원전 중성미자 실험 혹은 원자로 중성미자 진동 실험(영어: Reactor Experiment for Neutrino Oscillations, 줄여서 RENO)은 서울대학교를 비롯한 대한민국 여러 대학의 연구진이 공동으로 원자로에서 발생한 중성미자를 검출하여 중성미자진동상수를 측정하는 입자물리실험이다. 대한민국 전라남도 영광군 홍농읍 계마리에 있는 한빛원자력발전소(옛 이름: 영광원자력발전소)의 원자로에서 만들어지는 전자 반중성미자를 각각 294m, 1383m 떨어진 동일한 검출기에서 검출하고 있다. 원전에서 가까운 근거리 검출기에서 검출한 중성미자의 개수와 멀리 떨어진 원거리 검출기에서 검출된 개수를 비교하여 측정하는데, 그 진동상수는 전자 중성미자와 타우 중성미자의 섞임각으로 θ13로 불린다.
이 실험의 최초 결과는 2012년 4월 3일 발표되었고 최종적으로 Physical Review Letters에 게재됐다. 그 결과는
{\displaystyle \sin ^{2}2\theta _{13}=0.113\pm 0.013({\rm {stat.}})\pm 0.019({\rm {syst.}})}
이며 θ13 가 0일 가능성을 통계적 유의성에서 4.9σ로 배척하였다. 이 결과는 그보다 3주 앞서 발표된 Daya Bay 실험과 오차 범위내에서 동일하다.
2013년 12월에는
{\displaystyle \sin ^{2}2\theta _{13}=0.100\pm 0.010({\rm {stat.}})\pm 0.015({\rm {syst.}})},
2014년 6월 Neutrino2014에서는
{\displaystyle \sin ^{2}2\theta _{13}=0.101\pm 0.008({\rm {stat.}})\pm 0.010({\rm {syst.}})}
라고 발표하였다.

## 같이 보기
- 김수봉
- 김영덕